# Devozione
Per devozione, in un contesto religioso o spirituale, si intende un forte sentimento ed un conseguente atteggiamento di amore provato dall'essere umano verso Dio, oppure un amore trascendentale. Pur trattandosi di un amore di tipo spirituale, non paragonabile ai legami terreni, può manifestarsi sul piano fisico con esperienze di tipo mistico o estatico.

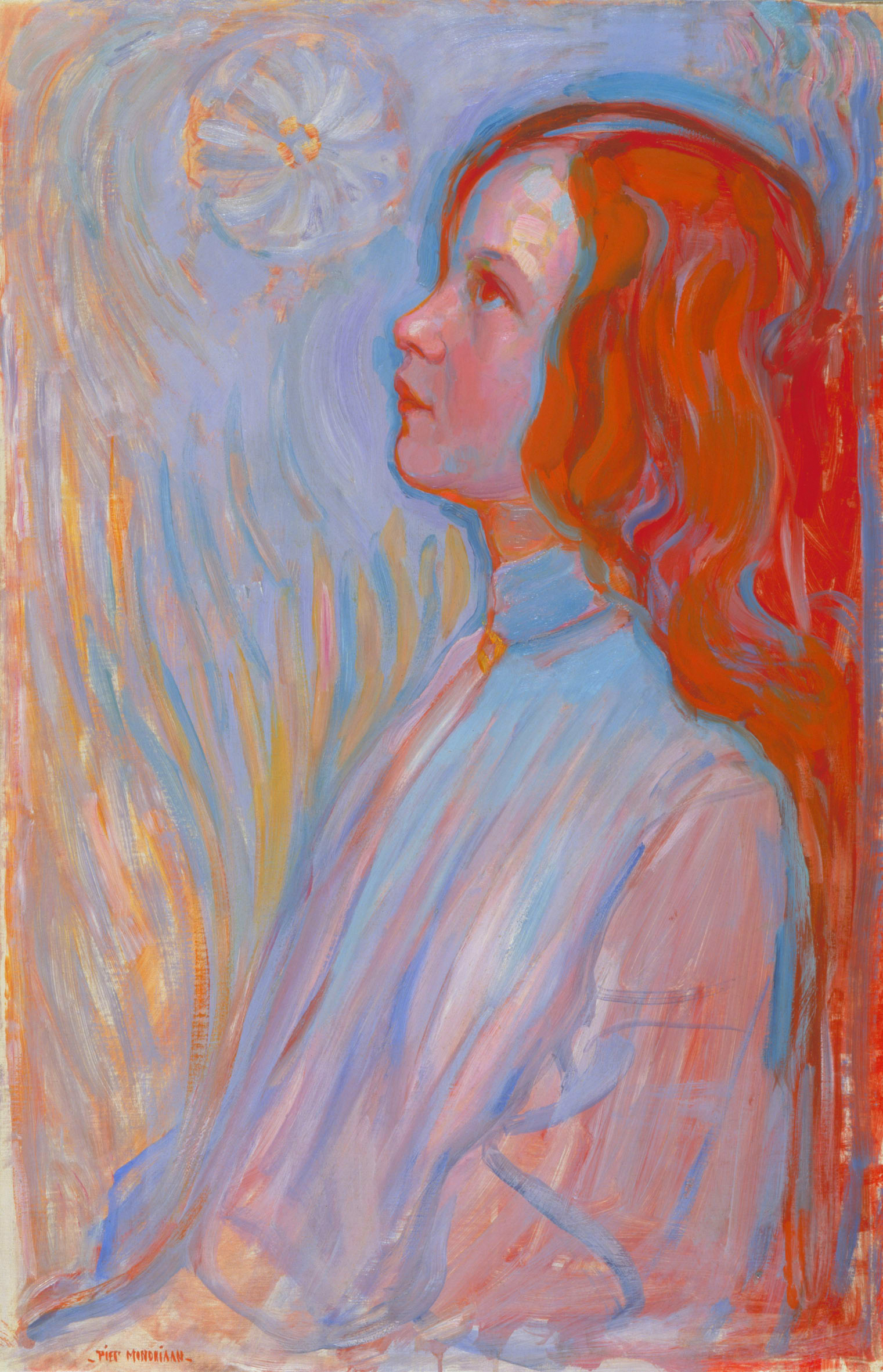
Devozione, di Piet Mondrian (1908)

La devozione riveste un'importanza così grande presso tutti i credo religiosi che, per coglierne tutti i significati, è necessario trattarne ogni aspetto singolarmente.

## La devozione in occidente

### Religione romana
Un esempio della formula rituale ci viene riportato da Tito Livio (VIII, 9, 4), dove il pontefice Marco Valerio suggerisce le parole della formula al console Publio Decio Mure in occasione della battaglia di Sentino, che le ripete:
«Iane, Iuppiter, Mars pater, Quirine, Bellona, Lares, Diui Nouensiles, Di Indigetes, Diui, quorum est potestam nostrorum hostiumque, Dique Manes, uos precor ueneror, ueniam peto feroque, uti populo Romano Quiritium uim uictoriam prosperetis hostesque populi Romani Quiritium terrore formidine morteque adficiatis. Sicut uerbis nuncupaui, ita pro re publica populi Romani Quiritium, exercitu, legionibus, auxiliis populi Romani Quiritium, legiones auxiliaque hostium mecum Deis Manibus Tellurique deuoueo».
Traduzione della formula:
«O Giano, Giove, Marte padre, Quirino, Bellona, Lari, Divi Novensili, Dèi Indigeti, dèi che avete potestà su noi e i nemici, Dèi Mani, vi prego, vi supplico, vi chiedo e mi riprometto la grazia che voi accordiate propizi al popolo romano dei Quiriti potenza e vittoria, e rechiate terrore, spavento e morte ai nemici del popolo romano dei Quiriti. Così come ho espressamente dichiarato, io immolo insieme con me agli dèi Mani e alla Terra, per la Repubblica del popolo romano dei Quiriti, per l'esercito per le legioni, per le milizie ausiliarie del popolo romano dei Quiriti, le legioni e le milizie ausiliarie dei nemici».
La devozione (in latino: deuotio, da deuouere, fare un voto) nell'antica religione romana era l'atto con cui un comandante militare si sacrificava votando la propria vita alla divinità (principalmente agli dèi degli inferi, o Mani), insieme all'esercito nemico allo scopo di ottenere la sua distruzione, come fecero i vari Publio Decio Mure.
Il comandante romano, in situazioni di estrema gravità, poteva durante la battaglia decidere di votare (nel senso di consegnare) sé stesso e l'esercito nemico agli Dèi Mani e alla Terra. Indossata la toga praetexta, di cui un lembo doveva coprire il capo (capite uelato), saliva su una cavalcatura impugnando un'arma da lancio (telum, probabilmente un giavellotto) e, tenendosi il mento con una mano, pronunciava la formula rituale della deuotio. Dopo averla pronunciata, indossata la toga col cinctus Gabinus (cioè annodata in vita), si gettava tra le file nemiche trovando la morte.
Il comandante poteva anche scegliere al posto suo un milite tra i cittadini arruolati nella legione. Se l'uomo moriva, la scelta era considerata ben fatta; se non moriva, si sotterrava una statua alta sette piedi (circa due metri) e si faceva un sacrificio espiatorio. Era vietato ai magistrati romani passare sopra il luogo di sepoltura di questa statua.
Se è il comandante a votarsi e a non morire, non potrà più compiere alcuna cerimonia religiosa privata o pubblica senza contaminazione, sia col sacrificio di una vittima, sia in altro modo. Potrà però votare le sue armi a Vulcano o qualunque altra divinità vorrà. Non è lecito che il nemico si impadronisca dell'arma sulla quale il comandante ha pronunciato la formula della deuotio, se questo succede bisogna compiere un suovetaurilia (sacrificio di un maiale, un montone e un toro) espiatorio a Marte.
Da quello che scrive Livio, comunque, la deuotio non era più praticata già ai suoi tempi, così come non lo è nella Via romana agli Dèi, la forma moderna della religione romana.

### Cattolicesimo
Dallo stesso senso di dedicare la propria vita viene anche la devozione cristiana, intesa non più come gesto di sacrificio estremo, ma come devozione della pratica religiosa a Dio o a Maria Vergine o a un santo. Qui la devozione (specialmente quella cattolica) diviene essenzialmente un forte sentimento di amore spirituale, non fisico, del devoto verso l'oggetto della devozione.
Nel cattolicesimo le devozioni sono anche forme di preghiera che hanno luogo fuori della liturgia ufficiale della messa e della liturgia delle ore. Mentre al fedele è richiesto di partecipare alla liturgia, le devozioni sono strettamente opzionali, sebbene altamente raccomandate, e per il diritto canonico devono aver luogo fuori della liturgia per non creare confusione. Nel rito latino, devozioni ben conosciute includono il Rosario, la Via Crucis, la Lectio Divina e l'Angelus. Le devozioni tipiche hanno l'approvazione specifica della gerarchia, e alcune sono ristrette a recitazioni private, come per esempio molte litanie dei santi.
Tra i complessi devozionali della tradizione cattolica, i Sacri Monti meritano un'attenzione particolare. Un Sacro Monte è costituito da raggruppamenti di edifici di piccole dimensioni contenenti scene figurative, ed è connotato dallo snodarsi di un percorso devozionale lungo le pendici di un'altura, in un ambiente naturale isolato e di rilevante interesse paesaggistico. I Sacri Monti sorsero in Italia a partire dalla fine del Quattrocento con lo scopo di offrire ai pellegrini un'alternativa più sicura rispetto ai viaggi in Terra santa. Successivamente la loro funzione divenne quella di offrire ai fedeli un percorso di meditazione e di preghiera che si snodasse attraverso la rappresentazione per immagini di episodi desunti dal Nuovo Testamento. In particolare troviamo scene della vita di Gesù, soprattutto della Passione; scene legate alla venerazione della Madonna, o alle biografie dei Santi, realizzate con sculture policrome a grandezza naturale e con immagini dipinte su pareti a volte.
Un'altra forma di devozione è costituita dalla partecipazione alle processioni.

### Protestantesimo
Nel Protestantesimo anglosassone (e specialmente nordamericano) il termine devozione viene usato per indicare diverse attività collegate fra loro all'interno della chiesa cristiana. Più frequentemente, questo termine si riferisce a un periodo di tempo libero utilizzato per studiare la Bibbia e pregare, nello sforzo di costruire un relazione spirituale più forte con Dio. Questi periodi di tempo vengono passati da soli o con un piccolo gruppo di persone.
Molti "libri devozionali" (spesso semplicemente detti devotionals, "devozionali") sono disponibili nelle librerie cristiane come in quelle laiche, ma anche nei supermercati. Questi libri contengono studi biblici guidati che spesso includono storie o aneddoti che insegnano principi biblici, simili alle parabole usate da Gesù Cristo nel suo ministero. Lo schema di questi libri viene usato anche per storie o messaggi particolari, che vengono così chiamati anch'essi "devozioni". Questi messaggi vengono talvolta raccontati dai pastori al posto del normale sermone, e si dice allora che il pastore "fa una devozione" (give a devotional).

## La devozione in oriente

### Induismo
Secondo la Bhagavad Gita e presso le filosofie orientali, la devozione (o Bhakti) è considerata il mezzo più semplice, veloce ed efficace per ottenere la liberazione (o Moksha) durante il Kali Yuga, l'era attuale.
Presso l'Induismo, il Bhakti Yoga è appunto la via della Bhakti, è l'unione con Dio attraverso un intenso amore e profonda devozione. Questo Yoga (la cui essenza potrebbe riassumersi nell'espressione Amare per l'amore dell'amore) tra tutti è il più semplice e diretto, e si rivolge alla maggioranza degli esseri umani proprio per la sua facilità di messa in pratica, dato che non richiede spiccate capacità intellettive o abilità particolari. Il Bhakti Yoga non è altro che intenso amore per Dio: poiché Egli è la personificazione dell'amore, la via più facile per raggiungerLo è amarLo.

### Buddismo
Namo (南無) (in cinese) (giapponese: namu), derivante dal sanscrito namas, indica la devozione, il rendere onore. Il suo significato e soprattutto l'oggetto di tale devozione variano a seconda della scuola o del lignaggio buddista che si segue.
Nell'accezione più comune assume il significato di "dedicare", "rendere omaggio", "avere piena fiducia", "lode a". L'oggetto della devozione varia: si può essere devoti al Buddha, a un lama, ad un insegnamento. È un atteggiamento di apertura verso il proprio maestro, verso la legge, in generale verso la vita stessa per prepararla ad accogliere la verità, superare le difficoltà, raggiungere stadi successivi di consapevolezza e comprensione.
Si può esprimere proclamandola vocalmente attraverso dei mantra come (se ne riportano tre a titolo di esempio): 
- Namo Amiduofo (cinese) Namu Amida Butsu (giapponese) - ovvero 'ripongo la mia fiducia nel Buddha Amithaba' nel Buddismo della Terra Pura,
- Nam myoho renge kyo (giapponese), Namo Miaofa Lianhua jing (cinese) - ovvero 'lode al Sutra (Jing) del Loto (lianhua) della Buona Legge' (miaofa, sanscrito: dharma): particolarmente, ma non esclusivamente, recitato nelle scuole che si rifanno alla predicazione di Nichiren.
- Namo tassa bhagavato arahato samma sambuddhassa (pāli) - mantra devozionale del Buddismo Theravada.